# Freziera uncinata
Freziera uncinata  es una especie de planta con flor en la familia Theaceae. Es endémica de Bolivia, confinada en varias localidades en el Departamento de La Paz.

## Fuente
- World Conservation Monitoring Centre 1998.  Freziera uncinata.   2006 IUCN Lista Roja de Especies Amenazadas; bajado 21 de agosto de 2007